# Maratón Internacional Lala
El Maratón Internacional Lala es una maratón de 42.195 kilómetros de trayecto que se celebra cada año desde 1989 recorriendo las principales calles de la zona metropolitana de La Laguna. Es el único maratón interestatal en México, comenzando en Gómez Palacio, Durango, luego pasa por Lerdo y tras cruzar un puente entra a Torreón, Coahuila.
Actualmente el evento posee el récord nacional para un maratón con una marca de 2:08:17 impuesta en 2011 por el Keniano Hillary Kipchirchir Kimaiyo.

## La carrera
La carrera se celebra típicamente el primer domingo de marzo de cada año. El trayecto de la ruta empieza en el Parque Industrial Lagunero en Gómez Palacio, Durango, posteriormente se adentra en la ciudad de Lerdo para retornar a Gómez Palacio y llegar a Torreón en el estado de Coahuila recorriendo así las principales ciudades laguneras, pasando por numerosos lugares importantes e históricos de la localidad como el Puente Plateado, el Torreón en la entrada de la ciudad y la Plaza Mayor, entre otros. Finalmente la meta se encuentra en el Bosque Venustiano Carranza.
Es el segundo maratón de mayor participación en México y el más importante a nivel nacional. Con una participación de 5,000 corredores de seis países y más de cincuenta mil espectadores, esta competencia ratificó su estatus como el mejor maratón de México y el más rápido de América Latina. 12% de los participantes registraron cronometrajes para clasificar al Maratón de Boston.

## Ganadores
Los ganadores de cada edición.
      Récord de la prueba

| Edición | Fecha                               | Ganador masculino           | Tiempo  | Ganadora femenina                | Tiempo  |
| ------- | ----------------------------------- | --------------------------- | ------- | -------------------------------- | ------- |
| 35      | 3 de marzo de 2024                  | Orlando Casillas            | 2:19:19 | Argentina Valdepeñas             | 2:41:11 |
| 34      | 5 de marzo de 2023                  | Orlando Casillas            | 2:17:30 | Argentina Valdepeñas             | 2:39:11 |
| 33      | 6 de marzo de 2022                  | Carlos Loredo               | 2:22:59 | Argentina Valdepeñas             | 2:39:00 |
| Virtual | 20 de Febrero al 6 de marzo de 2021 | Efrain Orduña               | 2:41:48 | Gabriela Sanchez                 | 3:19:45 |
| 32      | 1 de marzo de 2020                  | Erick Moyenye Mose          | 2:19:21 | Madaí Pérez                      | 2:31:54 |
| 31      | 3 de marzo de 2019                  | Daniel Ortiz Pérez          | 2:20:46 | Berenice Rodríguez Varela        | 2:48:58 |
| 30      | 4 de marzo de 2018                  | Daniel Ortiz Pérez          | 2:26:54 | María Isabel Vélez               | 2:49:45 |
| 29      | 5 de marzo de 2017                  | Daniel Ortiz Pérez          | 2:27:13 | María Isabel Vélez               | 3:00:06 |
| 28      | 6 de marzo de 2016                  | Julius Keter                | 2:17:19 | Ogla Jerono Kimaiyo              | 2:36:56 |
| 27      | 1 de marzo de 2015                  | Erick Monyeye Mose          | 2:14:38 | Demissie Misiker Mekonin         | 2:37:28 |
| 26      | 2 de marzo de 2014                  | Stephen Mbure Njoroge       | 2:15:14 | Shewarge Amare Alene             | 2:35:31 |
| 25      | 3 de marzo de 2013                  | Isaack Kemboi Kimaiyo       | 2:13:56 | Truphena Jemeli Tarus            | 2:37:03 |
| 24      | 4 de marzo de 2012                  | Erick Monyeye Mose          | 2:10:40 | Marisol Guadalupe Romero Rosales | 2:31:15 |
| 23      | 6 de marzo de 2011                  | Hillary Kipchirchir Kimaiyo | 2:08:17 | Paula Apolonio Juárez            | 2:34:34 |
| 22      | 7 de marzo de 2010                  | Joseph Mutinda              | 2:15:35 | Adriana Fernández                | 2:43:39 |
| 21      | 1 de marzo de 2009                  | Carlos Cordero              | 2:12:48 | Dulce María Rodríguez            | 2:30:48 |
| 20      | 2 de marzo de 2008                  | Procopio Hernández          | 2:12:38 | Patricia Retiz                   | 2:30:29 |
| 19      | 4 de marzo de 2007                  | Pablo Olmedo                | 2:11:34 | María Elena Valencia             | 2:31:16 |
| 18      | 5 de marzo de 2006                  | Jackson Kipngok             | 2:14:16 | María Elena Valencia             | 2:33:14 |
| 17      | 6 de marzo de 2005                  | George Okworo Onwonga       | 2:11:47 | Dulce María Rodríguez            | 2:29:00 |
| 16      | 7 de marzo de 2004                  | Thomas Omwenga              | 2:11:38 | Margarita Cabello                | 2:37:31 |
| 15      | 2 de marzo de 2003                  | Francisco Bautista          | 2:14:28 | Albina Galiamova                 | 2:35:48 |
| 14      | 3 de marzo de 2002                  | Francisco Bautista          | 2:13:04 | Nora Leticia Rocha               | 2:32:46 |
| 13      | 4 de marzo de 2001                  | Andrés Espinoza Pérez       | 2:10:57 | Adriana Fernández                | 2:30:30 |
| 12      | 5 de marzo de 2000                  | Benjamín Paredes            | 2:11:24 | Lucía Rendón                     | 2:37:23 |
| 11      | 4 de abril de 1999                  | Luis Reyes                  | 2:13:42 | Albina Galiamova                 | 2:34:38 |
| 10      | 5 de abril de 1998                  | Alejandro Villanueva        | 2:12:30 | Patricia Jardón                  | 2:41:27 |
| 9       | 6 de abril de 1997                  | Sergio Jiménez              | 2:14:04 | Lourdes Isabel López Carmona     | 2:36:52 |
| 8       | 7 de abril de 1996                  | Margarito Zamora            | 2:14:19 | María Elena Reyna                | 2:37:01 |
| 7       | 2 de abril de 1995                  | Faustino Reynoso            | 2:12:29 | Martha Durán                     | 2:45:16 |
| 6       | 3 de abril de 1994                  | Sergio Jiménez              | 2:14:11 | Leticia Martínez                 | 2:41:35 |
| 5       | 4 de abril de 1993                  | Benjamín Paredes            | 2:15:37 | Emperatriz Wilson                | 2:46:30 |
| 4       | 5 de abril de 1992                  | Ignacio Alberto Cuba        | 2:17:39 | Olga Apell                       | 2:45:50 |
| 3       | 7 de abril de 1991                  | Noé Moreno Ramírez          | 2:19:32 | Leticia Tinajero Carpio          | 2:57:59 |
| 2       | 8 de abril de 1990                  | Juan Samuel López           | 2:26:01 | Penélope Loma Guerrero           | 3:08:19 |
| 1       | 16 de abril de 1989                 | Genaro Monsiváis López      | 2:24:05 | Penélope Loma Guerrero           | 2:58:17 |

### Ganadores por Nacionalidad

#### Varonil
| País   | Victorias |
| ------ | --------- |
| México | 23        |
| Kenia  | 11        |
| Cuba   | 1         |

#### Femenil
| País    | Victorias |
| ------- | --------- |
| México  | 28        |
| Etiopía | 2         |
| Kenia   | 2         |
| Rusia   | 2         |
| Cuba    | 1         |

### Máximos Ganadores

#### Varonil
| Ganador            | Victorias |
| ------------------ | --------- |
| Erick Monyeye Mose | 3         |
| Daniel Ortiz Pérez | 3         |
| Benjamín Paredes   | 2         |
| Francisco Bautista | 2         |
| Orlando Casillas   | 2         |
| Sergio Jiménez     | 2         |

#### Femenil
| Ganadora               | Victorias |
| ---------------------- | --------- |
| Argentina Valdepeñas   | 3         |
| Dulce María Rodríguez  | 2         |
| María Elena Valencia   | 2         |
| Albina Galljamowa      | 2         |
| Adriana Fernández      | 2         |
| María Isabel Vélez     | 2         |
| Penélope Loma Guerrero | 2         |